# La Aguilera
La Aguilera è una località spagnola situata nella comunità autonoma di Castiglia e León. Già comune autonomo, nel 1970 contava 548 abitanti; nel 1981 era già unito al comune di Aranda de Duero.